# Адранодор
Адранодор или Андранодор (др.-греч. Ἀδρανόδωρος; убит в 214 году до н. э., Сиракузы) — древнегреческий политический деятель, архонт Сиракуз в 214 году до н. э. Был опекуном при юном царе Гиерониме, способствовал вовлечению Сиракуз во Вторую Пуническую войну на стороне Карфагена. Погиб во время подготовки к военному перевороту.

## Биография
Адранодор упоминается в источниках только в связи с последним годом своей жизни. Он был женат на одной из дочерей сиракузского царя Гиерона II Демарате. Согласно завещанию тестя Адранодор вошёл в число пятнадцати опекунов над юным внуком Гиерона Гиеронимом, унаследовавшим власть в 215 году до н. э. Вскоре он добился роспуска опекунского совета под предлогом совершеннолетия царя и стал одним из трёх советников племянника — наряду со своим свояком Зоиппом и Фрасоном.
Адранодор и Зоипп были сторонниками вступления в развернувшуюся в эти годы в Италии Вторую Пуническую войну на стороне Карфагена, тогда как Фрасон отстаивал идею союза с Римом. Когда выяснилось, что существует заговор против царя, следствие, которым руководил Андранодор, добилось от единственного установленного заговорщика показаний против Фрасона, который был после этого казнён. Зоиппа вскоре отправили послом в Египет, так что Адранодор остался единственным советником своего юного племянника. Вероятно, под его влиянием Гиероним вёл переговоры с Карфагеном, закончившиеся заключением союза и вступлением Сиракуз в войну.
В 214 году до н. э. царь был убит в Леонтинах людьми из своего окружения. Адранодор в это время находился в Сиракузах и командовал размещёнными здесь войсками. Узнав о гибели племянника, он занял все ключевые пункты в городе, но затем по требованию государственного совета, поддержанного толпой, был вынужден отказаться от командования, сдать царскую казну и открыть ворота цитадели. Благодаря этому он был избран одним из архонтов.
В дальнейшем Адранодор (согласно Ливию, из-за уговоров жены, очень властолюбивой женщины) составил заговор, целью которого был захват власти. Он рассчитывал использовать противоречия между аристократией, ориентировавшейся на Рим, и настроенным в пользу Карфагена демосом, чтобы восстановить монархию. Сообщник Адранодора Фемист, женатый на племяннице Демараты, проболтался, и информация о заговоре дошла до властей. В результате и Андранодор, и Фемист были убиты, когда входили в здание совета.